# Milada Gampeová

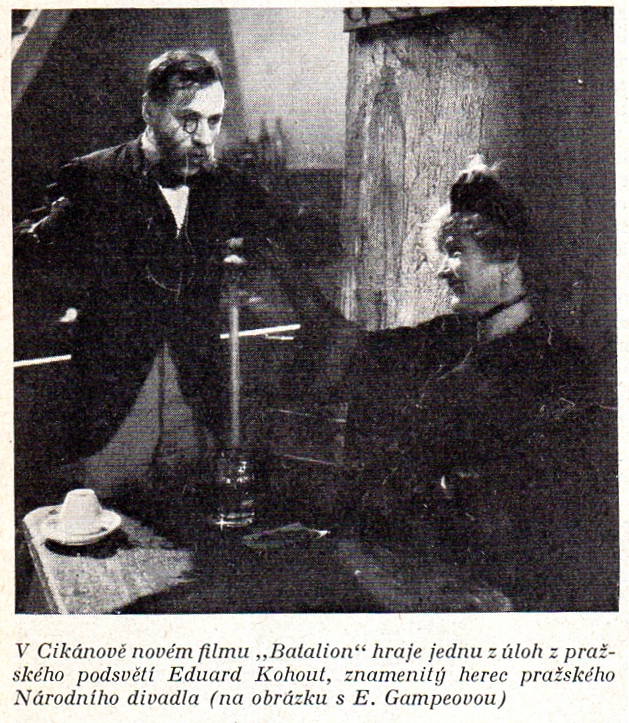
Eduard Kohout a Milada Gampeová ve filmu Batalion, 1937

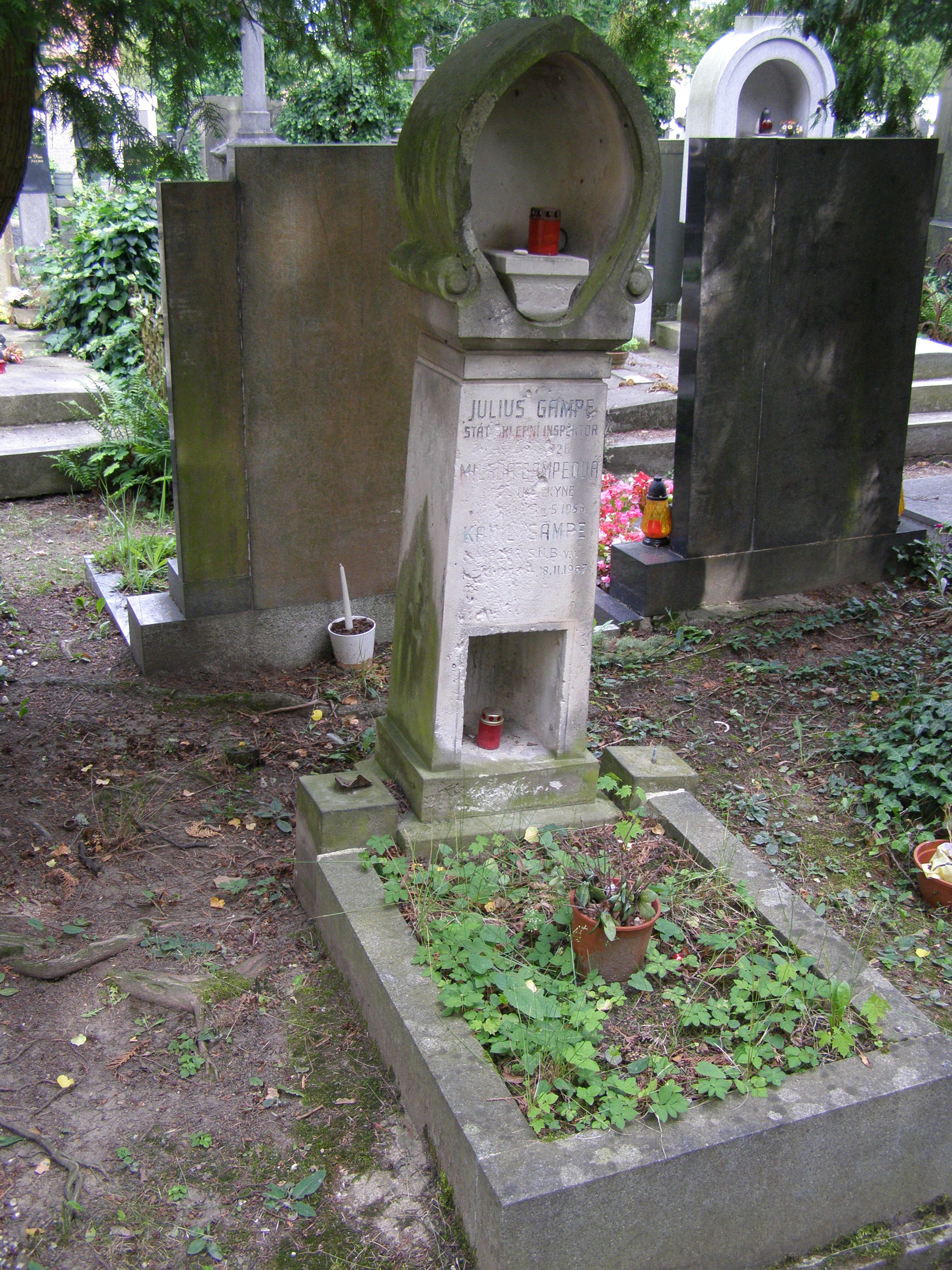
Hrob na hřbitově Malvazinky v Praze

Milada Gampeová, rodným příjmením Švagrovská (9. dubna 1884 Praha – 6. května 1956 Praha) byla česká divadelní a filmová herečka. Do dnešní doby je známa jako Alžběta z Rispaldiců ve veselohře Ducháček to zařídí.

## Život
Narodila se v rodině pražského řezníka Kamila Švagrovského (1856–??) a manželky Kateřiny, rozené Markové (1865–??). Měla starší sestru Kamilu (1883–1951). Manželství rodičů bylo roku 1892 rozloučeno a roku 1897 byla tato rozluka zrušena.
Herectví studovala soukromě u Karla Šimanovského. V roce 1900 poprvé vystoupila pohostinsky v Národním divadle, kde byla poté v letech 1901–1902 angažována.
V roce 1902 divadelní kariéru přerušila a tehdy osmnáctiletá se dne 30. září 1902 provdala za sedmadvacetiletého pražského obchodníka s vínem Julia Gampeho (1875–1926).Krátce po svatbě, se jí narodil syn Kamil Gampe (1903–1968). Na scénu se vrátila v roce 1906 a působila v divadlech: Uranie, Pištěkovo divadlo a hlavně Švandovo divadlo, později přejmenované na Intimní divadlo. Po rozpuštění divadelního souboru v roce 1928 hrála pohostinsky v různých divadlech, např. v Divadle Vlasty Buriana.
Její repertoár sahal od dramatických rolí až po role komické.
Od roku 1919 hrála i ve filmu. Z několika němých filmů se dochoval pouze film Řina z roku 1926. V éře zvukového filmu hrála role hospodyní, tet či matek (např. Ať žije nebožtík, Jedenácté přikázání (1935), Mravnost nade vše (1937), Ducháček to zařídí, Neporažená armáda (1938), Ulice zpívá (1939), Valentin Dobrotivý (1942), Jestřáb kontra Hrdlička (1953)).
Je pohřbena s rodiči, manželem, a synem na hřbitově Malvazinky, hrob UIII, 18.

## Divadelní role

### Národní divadlo (1900–1902)
- Akmé, Jaroslav Vrchlický: Pomsta Catullova
- Anežka de Champrosé, Emanuel Bozděch: Z doby kotillonův
- Antigona, Sofoklés: Antigona
- Amaryllis, André Lefevre: Faun
- Cidlina, Josef Jiří Kolár: Žižkova smrt
- Druhý anděl, Gerhart Hauptmann: Hanička
- Eva z Losů, Josef Jiří Kolár: Magelona
- Oberon, William Shakespeare: Sen noci svatojánské

## Filmografie

### Němé filmy
- 1919 Píseň lásky, režie: Vladimír Majer, nedochovalo se
- 1919 Sněženka z Tater, režie: Olaf Larus-Racek, nedochovalo se
- 1921 Trny a květy, režie: Theodor Pištěk, nedochovalo se
- 1926 Řina, režie: Jan Stanislav Kolár

### Zvukové filmy
- 1931 Miláček pluku, režie: Emil Artur Longen
- 1932 Sňatková kancelář
- 1932 Šenkýřka „U divoké krásy“
- 1933 S vyloučením veřejnosti
- 1933 Štvaní lidé
- 1934 Poslední muž
- 1934 Z bláta do louže
- 1935 Ať žije nebožtík
- 1935 Jedenácté přikázání
- 1935 Vdavky Nanynky Kulichovy
- 1936 Páter Vojtěch
- 1936 Rozkošný příběh
- 1937 Batalion
- 1937 Mravnost nade vše
- 1938 Andula vyhrála
- 1938 Ducháček to zařídí
- 1938 Neporažená armáda
- 1938 Panenka
- 1938 Svatební cesta
- 1938 Třetí zvonění
- 1939 Hvězda z poslední štace
- 1939 Ulice zpívá
- 1939 Venoušek a Stázička
- 1942 Valentin Dobrotivý
- 1953 Jestřáb kontra Hrdlička